# ريو (ستريت فايتر)
ريو (Ryu リュウ) هو الشخصية الرئيسية في سلسلة ألعاب الفيديو القتالية ستريت فايتر لشركة كابكوم. ظهر في اللعبة الأولى من ستريت فايتر في عام 1987 وهو من اليابان ، وظهر آنذاك كشخصية رئيسية في اللعبة إلى جانب صديقه كين.